# U-348
Unterseeboot 348 foi um submarino alemão do Tipo VIIC, pertencente a Kriegsmarine que atuou durante a Segunda Guerra Mundial.

## Comandantes
| Comandante                 | Data                                       |
| -------------------------- | ------------------------------------------ |
| Oblt. Hans-Joachim Förster | julho de 1943 - agosto de 1943             |
| Oblt. Hans-Norbert Schunck | 10 de agosto de 1943 - 30 de março de 1945 |
| Oblt. Sigurd Seeger        | 18 de junho de 1944 - 21 de junho de 1944  |
| Kptlt. Kurt-Heinz Nicolay  | 26 de junho de 1944 - 1 de julho de 1944   |

## Subordinação
Durante o seu tempo de serviço, esteve subordinado às seguintes flotilhas:
| Período                                       | Flotilha                                  |
| --------------------------------------------- | ----------------------------------------- |
| 10 de agosto de 1943 - 31 de março de 1944    | 8. Unterseebootsflottille (treinamento)   |
| 1 de abril de 1944 - 11 de julho de 1944      | 9. Unterseebootsflottille (serviço ativo) |
| 12 de julho de 1944 - 15 de fevereiro de 1945 | 8. Unterseebootsflottille (serviço ativo) |
| 16 de fevereiro de 1945 - 30 de março de 1945 | 5. Unterseebootsflottille (treinamento)   |